# Poštovanje
Poštovanje ili uvažavanje je pozitivna odlika ponašanja prema osobama ili pojavama kao što su nacija ili vjera. 
Poštovanje može biti specifičan osjećaj s obzirom na nečije kvalitete ili ugled. (npr. "Imam veliko poštovanje prema radu te osobe." ) To može biti i ponašanje u skladu s određenom etikom poštovanja. Bezobzirno i grubo ponašanje obično se smatra, da ukazuju na nedostatak poštovanja i iskazivanja časti. Specifična etika poštovanja je od temeljne važnosti za različite kulture. Poštovanje tradicije i legitimne vlasti identificirao je Jonathan Haidt, profesor na Sveučilištu "New York Stern School of Business", kao jedno od pet temeljnih moralnih vrijednosti, koje dijele u većoj ili manjoj mjeri različita društva i pojedinci.
Poštovanje se može dati i primiti. Ovisno o kulturnom okviru, poštovanje se može zaslužiti, obično tijekom vremena. Pozdrav je kratak ritual, koji izražavaju poštovanje, prijateljstvo ili dobre želje pri sastanku ili rastanku. Viteštvo, prema nekim definicijama, sadrži vanjski oblik poštovanja. Autoritarnost je društveni odnos, koji opisuje pretjerano poštovanje autoriteta vlasti. Ponos je osjećaj velikoga zadovoljstva samim sobom, te poštovanje samog sebe u "cjelini".
Poštovanje se ne treba miješati s tolerancijom, jer tolerancija ne znači nužno podređenost nečijim kvalitetama, ali znači tretiranje drugih kao jednake nama. Suprotnost od poštovanja je nepoštovanje. Pijetet je poseban oblik poštovanja.
Država može iskazivati poštovanje davanjem odličja, svečanim obilježavanjem važnih godišnjica i nagrađivanjem za zasluge.